# Bremerhaven (Schiff, 1960)
Die Bremerhaven war ein 1960 gebautes Seebäderschiff, das im Helgolandverkehr auf der Strecke Bremerhaven–Helgoland eingesetzt wurde. Nachdem es 1965 im Hafen von Bremerhaven gesunken war, wurde es gehoben, nach Griechenland verkauft und zum Kreuzfahrtschiff Stella Maris II umgebaut. Ab 1998 von wechselnden Eignern betrieben, wurde es 2008 verschrottet.

## Geschichte
Das Schiff wurde 1960 unter der Baunummer 19 auf der Adler-Werft in Bremen als Seebäderschiff für den Helgolandverkehr im Auftrag des Bremer Senats gebaut. Der Stapellauf des Schiffes erfolgte am 2. April 1960. Am 29. Mai des Jahres wurde es an die Bremer Helgolanddienst GmbH abgeliefert und ab Juni auf der Strecke Bremerhaven–Helgoland eingesetzt. Die Baukosten für das Schiff, das außerhalb der Sommersaison, in der es zwischen Bremerhaven und Helgoland verkehrte, für Kreuzfahrten eingesetzt werden sollte, beliefen sich auf 7,5 Millionen DM. Da die Betriebskosten als Kreuzfahrtschiff nicht korrekt kalkuliert waren, stellte sich die Nutzung des Schiffs außerhalb der Helgolandsaison als wirtschaftlicher Misserfolg heraus. Das Land Bremen musste gleich nach der ersten Saison ein zins- und tilgungsfreies 1,5-Millionen-Darlehen nachschießen. Um keine weiteren Verluste einzufahren, wurden die Kreuzfahrten Ende 1962 eingestellt.
1963 wollte sich der Bremer Senat von dem Schiff trennen. Interessenten aus Bulgarien boten sechs Millionen DM, zogen die Offerte aber zurück. Die Stena Line zeigte auch Interesse am Schiff, bot mit 4,8 Millionen DM aber zu wenig. So übernahm die Reederei D. Oltmann die Bremerhaven.

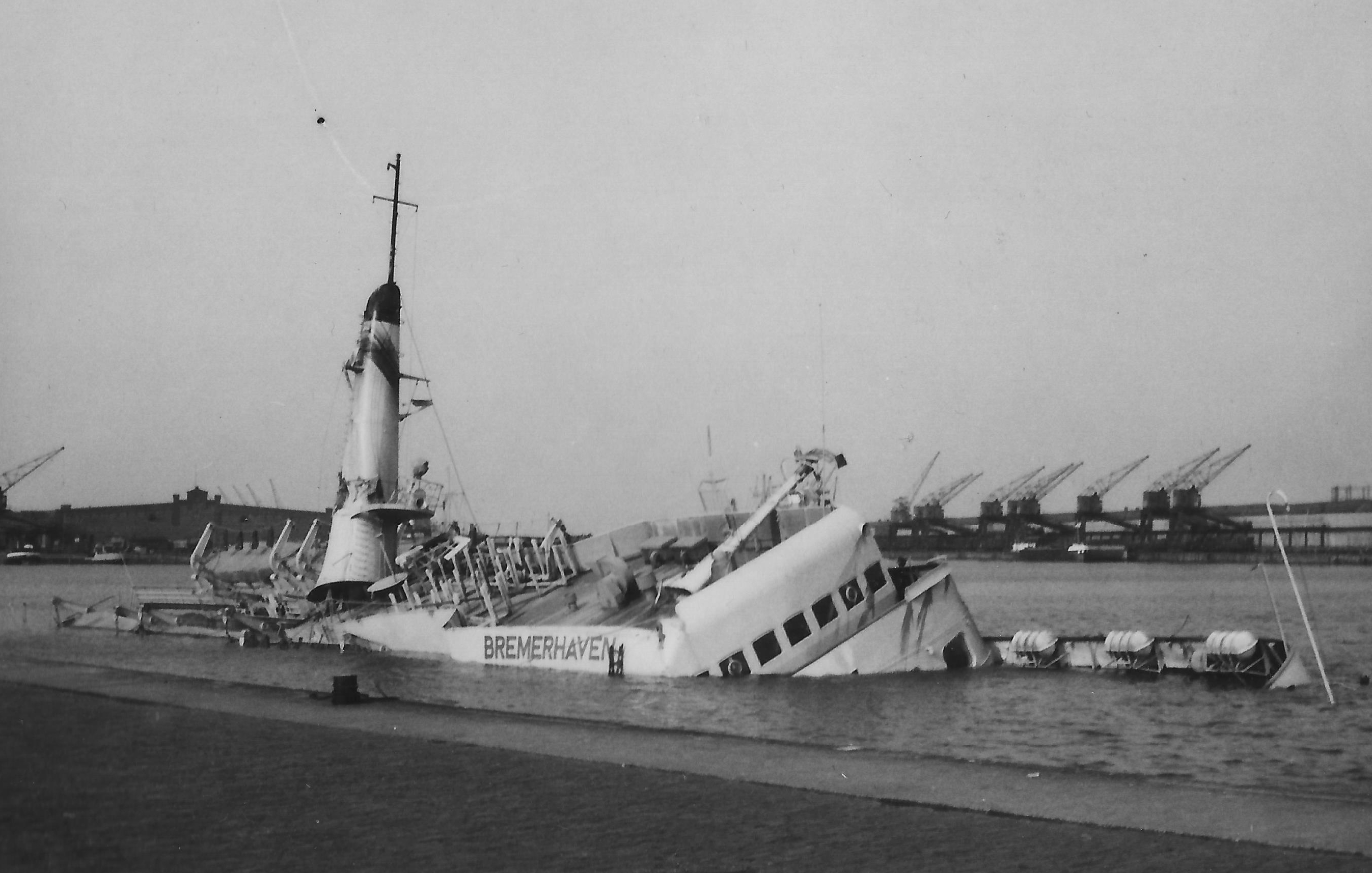
Bremerhaven 1965 nach dem Kentern in Bremerhaven

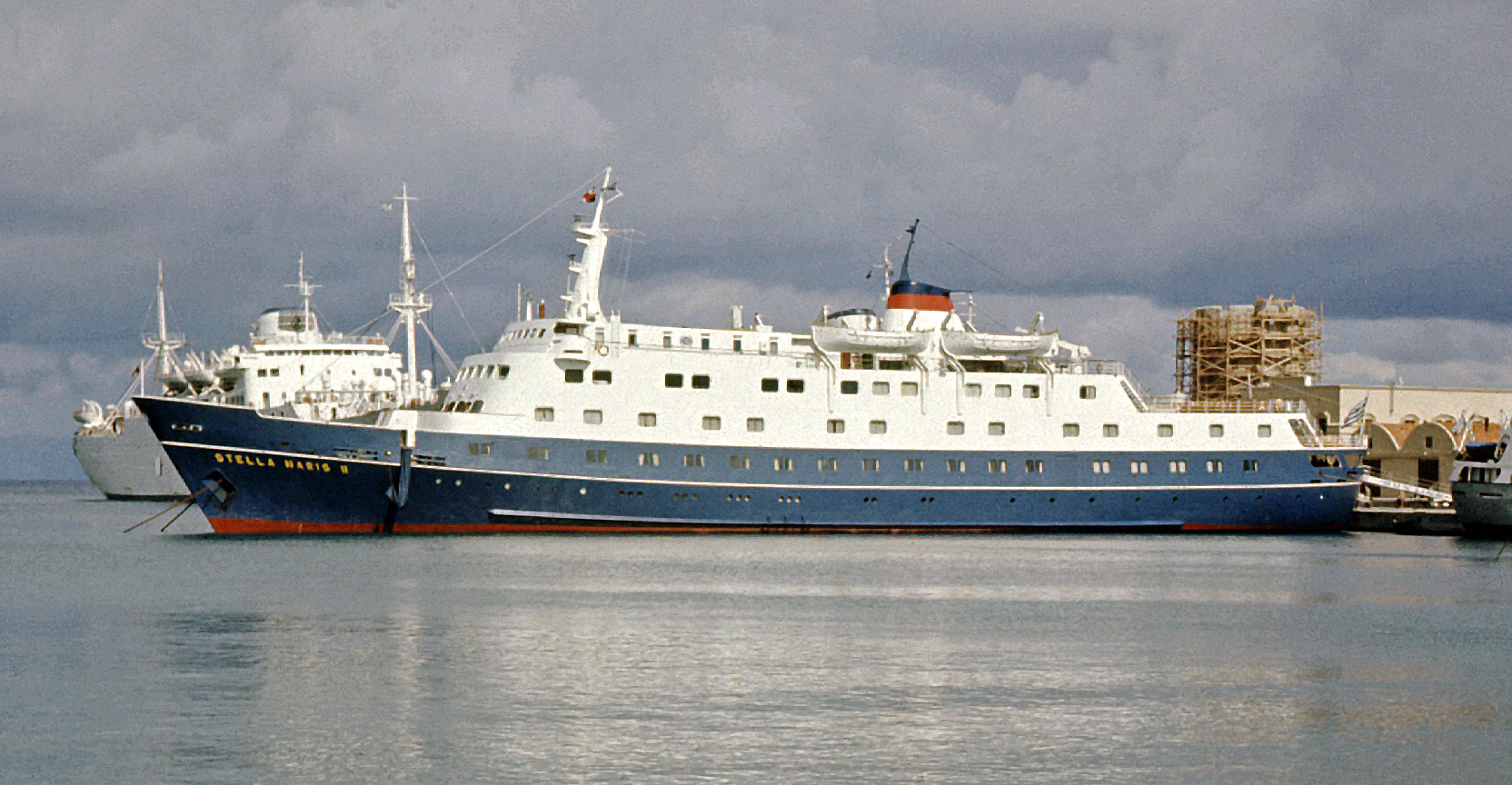
Stella Maris II 1972 in Rhodos

Im April 1965 sank das Schiff im Hafen von Bremerhaven, wo es während der Winterpause aufgelegt war. Im Mai wurde es mithilfe zweier Hamburger Hebeschiffe gehoben. Die Ursache für den Untergang in Bremerhaven blieb laut Zeitungsberichten rätselhaft.
Im Juli wurde das gehobene Schiff an das in Piräus ansässige Unternehmen Sun Line verkauft. Sun Line ließ das Schiff zum Kreuzfahrtschiff umbauen und setzte es als Stella Maris II für Kreuzfahrten im Mittelmeer, der Karibik und auf dem Amazonas ein. Von 1995 bis 1998 fuhr das Schiff für Royal Olympic Cruises. 1998 wurde es erneut verkauft und im Winter 1998/1999 von Viking Cruises als Viking Bordeaux von Banjul aus auf dem Gambia eingesetzt, ab dem Frühjahr 1999 dann vom Basishafen Nantes aus.
Im März 2003 wurde das Schiff im niederländischen Eemshaven unter dem Namen Bordeaux aufgelegt. Erst im April 2005 konnte es in die Ukraine verkauft werden. Das Schiff wurde anschließend als Madagascar unter der Flagge von St. Vincent und den Grenadinen vom in Südafrika ansässigen Unternehmen Indian Ocean Cruises für Kreuzfahrten im Indischen Ozean eingesetzt, bevor es in Durban aufgelegt wurde. Pläne, das Schiff erneut als Kreuzfahrtschiff einzusetzen, scheiterten. Am 15. April 2008 wurde es in einer Versteigerung von einer indischen Abwrackwerft erworben und anschließend in Alang abgebrochen.